# Hekurudha Shqiptare

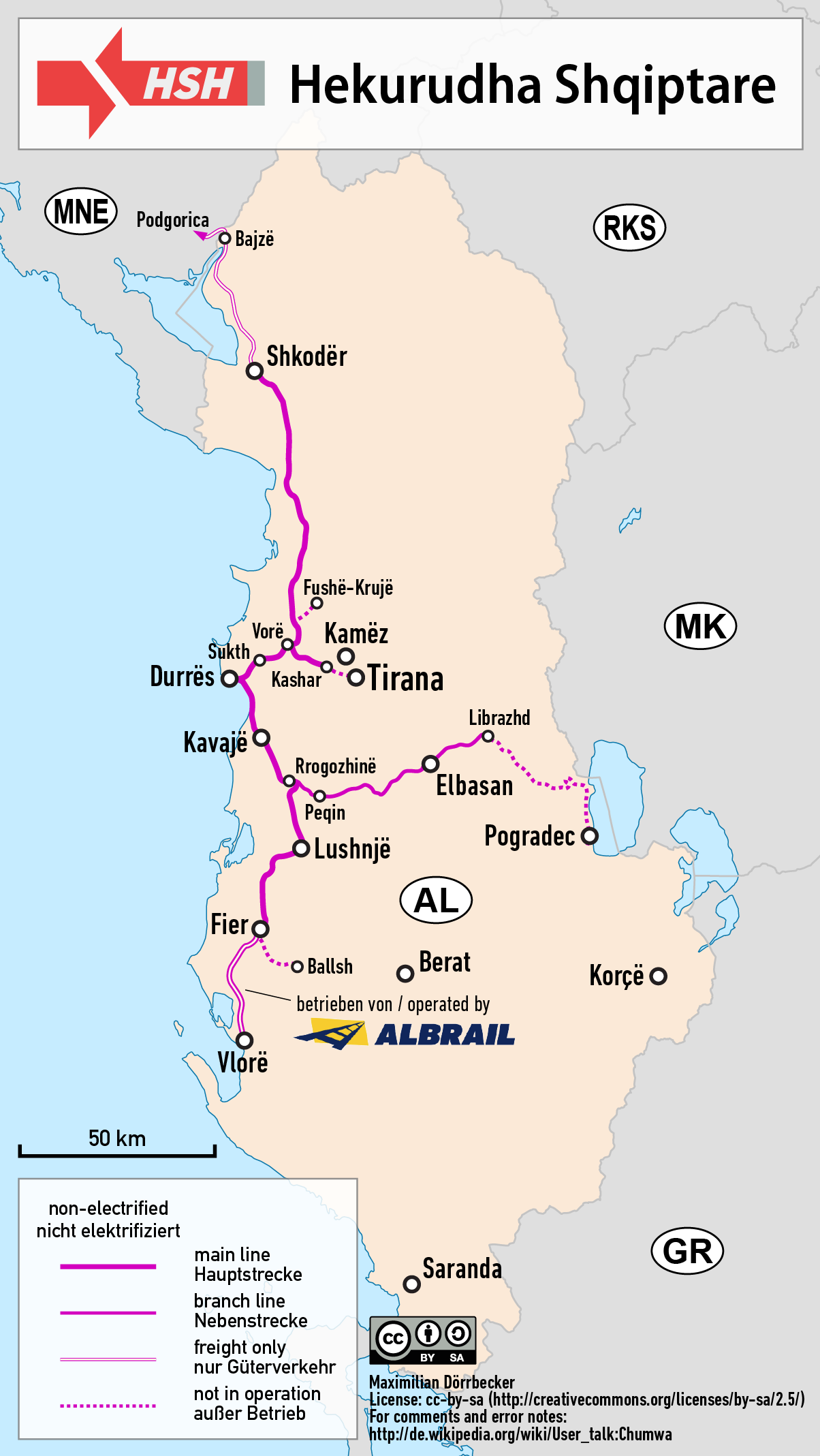

Hekurudha Shqiptare eller HSH (Albaniens järnvägar) är Albaniens nationella bolag som förfogar över det albanska järnvägssystemet. Nätverkets huvudterminal ligger i hamnstaden Durrës. HSH grundades 1945 och är ännu aktiv.
HSH:s aktiva persontransportinfrastruktur sträcker sig från Librazhd i öst, Shkodra i norr och till Vlora i syd. Tidigare trafikerades även sträckan Pogradec–Librazhd, men används idag enbart för godståg. Det finns även en linje till huvudstaden Tirana. Det finns även en godssektion av spåren som passerar norr om Shkodra vidare mot dagens Montenegro och gränspassagen Han i Hotit. Det finns dock ingen järnvägskoppling mellan Albanien och Makedonien eller Grekland. 
HSH:s tåg körs av tjeckoslovakiska ČKD T-669 diesellokomotiv. Majoriteten av systemet är enkelspårigt.

## Sammanfattning
Hekurudha Shqiptare, HSH, Albaniens statsägda järnvägsbolag som grundades 1945 och som ännu är aktiv.